# Peg o' My Heart (film, 1933)

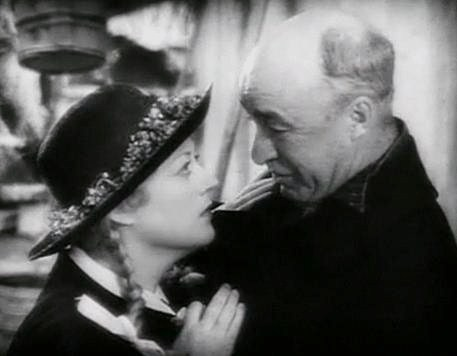
Marion Davies et J. Farrell MacDonald dans une scène du film.

Pour Le film  de King Vidor sorti en 1922, voir Peg de mon cœur.
Peg o' My Heart est un film américain réalisé par Robert Z. Leonard et sorti en 1933.

## Fiche technique
- Réalisation : Robert Z. Leonard
- Scénario : Frank R. Adams, Frances Marion (adaptation) d'après la pièce de 1912  Peg O' My Heart de J. Hartley Manners[1]
- Producteurs : 	Robert Z. Leonard, John W. Considine Jr.
- Photographie : George Barnes
- Montage : Margaret Booth
- Distributeur : Metro-Goldwyn-Mayer
- Durée : 87 minutes
- Date de sortie :
  - États-Unis : 26 mai 1933

## Distribution
- Marion Davies : Margaret 'Peg' O'Connell
- Onslow Stevens : Sir Gerald Markham
- J. Farrell MacDonald: Patrick Shamus O'Connell
- Juliette Compton : Ethel Chichester
- Irene Browne : Mrs. Chichester
- Tyrell Davis : Alaric Chichester
- Alan Mowbray : Captain Christopher Brent
- Doris Lloyd : Mrs. Grace Brent
- Robert Greig : Jarvis the butler

## Production
Le tournage du film commence en février 1933. Le 10 mars, pendant une scène entre Marion Davies et Onslow Stevens, le sol commence à trembler, l'électricité est coupée, et l'équipe de tournage se retrouve bloquée à l'intérieur des studios par la fermeture de la porte à commande électrique. Personne n'est blessé, mais les dégâts sont importants dans la région, ce séisme de 1933 à Long Beach a été estimé à 6.4 sur l'échelle de Richter, et a causé plus de 120 morts. Le tournage a repris, et le film a été présenté en avant première à New York au mois de mai.